# Hernia diafragmática congénita
La hernia diafragmática congénita, también llamada hernia paraesternal, diafragmática anterior o retroesternal, es un término aplicado a una variedad de enfermedades congénitas caracterizada por un desarrollo anormal del músculo diafragma en la que aparece una hernia con un saco peritoneal que protruye por el hiato esternocostal. El término se usa con más frecuencia a la hernia de Bochdalek del lado izquierdo del diafragma, aunque también se refiere a otras variantes, como la hernia de Morgagni del lado derecho, eventración diafragmática y los defectos del tendón central del diafragma. En todos, el factor común es la malformación del diafragma, permitiendo que el contenido visceral intraabdominal protruya hacia el tórax impidiendo así la formación adecuada de los pulmones. En ocasiones puede ocurrir la incarceración de ese contenido visceral que ha invadido parte del tórax produciendo un cuadro de obstrucción intestinal. 
Aunque puede mantenerse asintomática, los recién nacidos con una hernia diafragmática suelen nacer con dificultad respiratoria severa, lo cual es una emergencia médica. 